# Imposter (Dave Gahan)
Imposter è il terzo album in studio dei Soulsavers con Dave Gahan, frontman del gruppo synth pop Depeche Mode, pubblicato il 12 novembre 2021 per l'etichetta Columbia.

## Il disco
Terzo disco nato dalla collaborazione tra i Soulsavers e Dave Gahan, oltreché il quinto album da solista per Gahan e il settimo per la band anglo-americana, è composto da una compilation di cover di canzoni scritte e cantate da altri artisti.

## Tracce
1. The Dark End of the Street – 2:35 (Dan Penn e Chips Moman) – originariamente interpretata da James Carr
2. Strange Religion – 3:53 (Mark Lanegan) – originariamente interpretata da Mark Lanegan
3. Lilac Wine – 4:14 (James Shelton) – originariamente interpretata da Eartha Kitt
4. I Held My Baby Last Night – 3:35 (Elmore James) – originariamente interpretata da Elmore James
5. A Man Needs a Maid – 4:11 (Neil Young) – originariamente interpretata da Neil Young
6. Metal Heart – 4:46 (Cat Power) – originariamente interpretata da Cat Power
7. Shut Me Down – 4:20 (Rowland S. Howard) – originariamente interpretata da Rowland S. Howard
8. Where My Love Lies Asleep – 4:22 (Gene Clark) – originariamente interpretata da Gene Clark
9. Smile – 3:28 (Charlie Chaplin, John Turner e Geoffrey Parsons) – originariamente interpretata da Nat King Cole
10. The Desperate Kingdom of Love – 2:55 (PJ Harvey) – originariamente interpretata da PJ Harvey
11. Not Dark Yet – 5:20 (Bob Dylan) – originariamente interpretata da Bob Dylan
12. Always on My Mind – 3:18 (Wayne Carson, Mark James e Johnny Christopher) – originariamente interpretata da Gwen McCrae

## Formazione

### Gruppo
- Dave Gahan – voce, armonica
- Kevin Bales – batteria, percussioni
- Travis Cole – cori
- Tony Foster – chitarra, pedal steel guitar
- Ed Harcourt – pianoforte
- Martyn Lenoble – basso elettrico
- Rich Machin – chitarra, sintetizzatore
- Janet Ramus – cori
- Sean Read – organo, pianoforte
- Wendi Rose – cori
- James Walbourne – chitarra

### Produzione
- Geoff Pesche – mastering
- Kaushlesh Garry Purohit – ingegneria del suono
- Marta Salogni – missaggio
- Eric Weaver – ingegneria del suono